# Liste der Wappen im Landkreis Nordsachsen
Diese Liste zeigt die Wappen der Gemeinden im Landkreis Nordsachsen in Sachsen.

Wappen des Landkreises Nordsachsen
Lage des Landkreises Nordsachsen in Sachsen
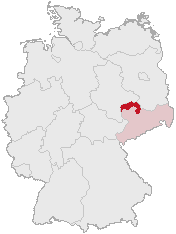
Lage des Landkreises Nordsachsen in Deutschland

## Wappen der Städte und Gemeinden
Die Gemeinde Trossin führt kein Wappen.

Gemeinde Arzberg
Stadt Bad Düben
Gemeinde Beilrode
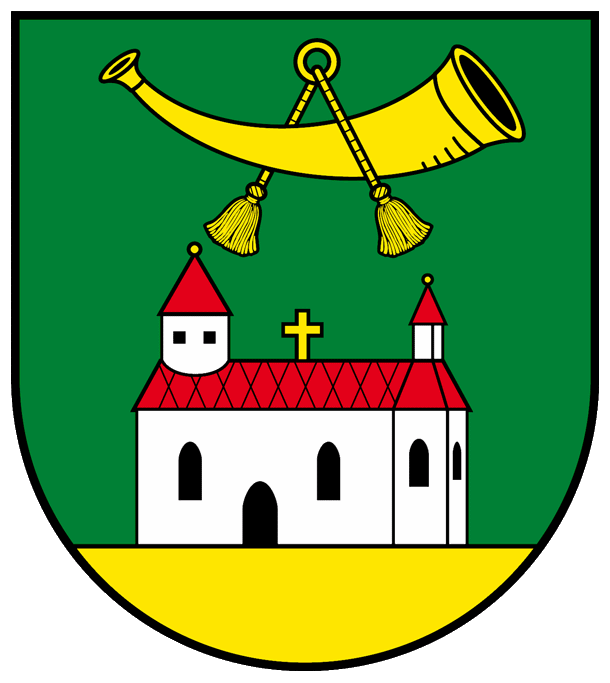
Stadt Belgern-Schildau
Gemeinde Cavertitz
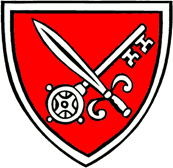
Stadt Dahlen
Stadt Delitzsch (Details)
Gemeinde Doberschütz
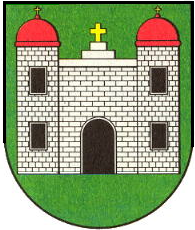
Stadt Dommitzsch
Gemeinde Dreiheide
Stadt Eilenburg (Details)
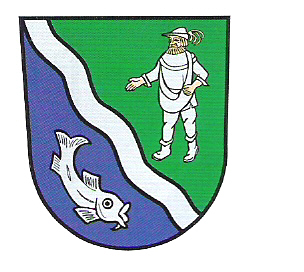
Gemeinde Elsnig
Gemeinde Jesewitz
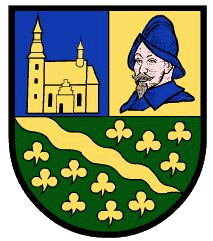
Gemeinde Krostitz
Gemeinde Laußig
Gemeinde Liebschützberg
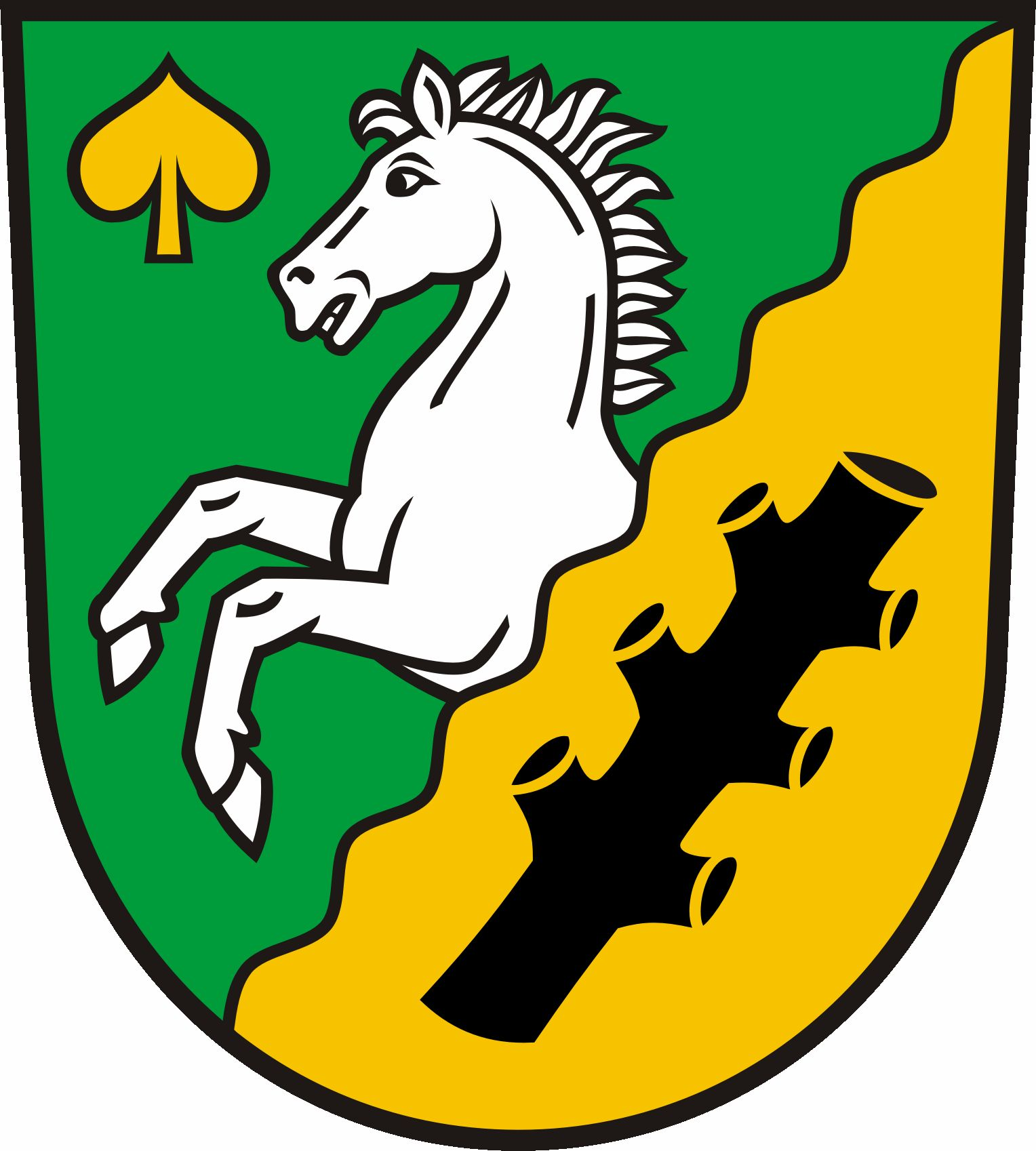
Gemeinde Löbnitz
Gemeinde Mockrehna
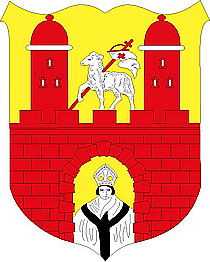
Stadt Mügeln
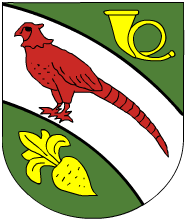
Gemeinde Naundorf
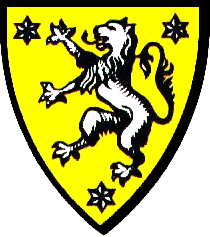
Stadt Oschatz
Gemeinde Rackwitz (Details)
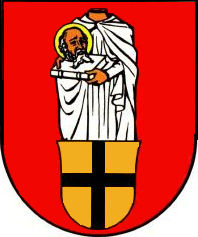
Stadt Schkeuditz
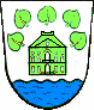
Gemeinde Schönwölkau
Gemeinde Sornzig-Ablaß
Stadt Taucha
Kreisstadt Torgau
Gemeinde Wermsdorf
Gemeinde Wiedemar
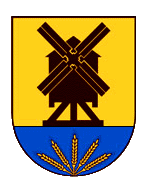
Gemeinde Zschepplin

## Wappen ehemals selbstständiger Gemeinden

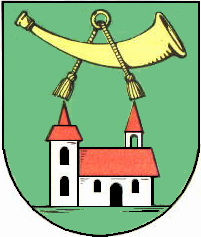
Ortsteil Belgern der Stadt Belgern-Schildau
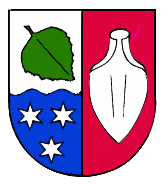
Ortsteil Hohenprießnitz der Gemeinde Zschepplin
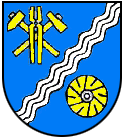
Ortsteil Neukyhna der Gemeinde Wiedemar
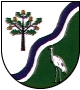
Ortsteil Pflückuff der Großen Kreisstadt Torgau
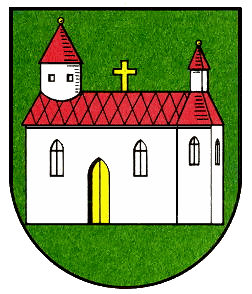
Ortsteil Schildau der Stadt Belgern-Schildau
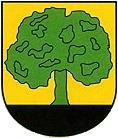
Ortsteil Zinna der Großen Kreisstadt Torgau
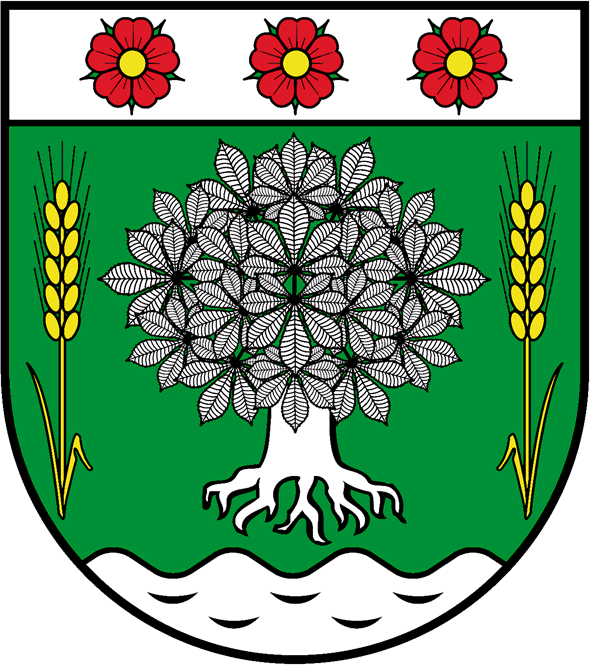
Ortsteil Wellerswalde der Gemeinde Liebschützberg
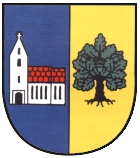
Ortsteil Zwochau der Gemeinde Wiedemar

## Wappen ehemaliger Landkreise

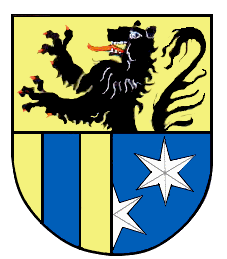
Wappen des Landkreises Delitzsch
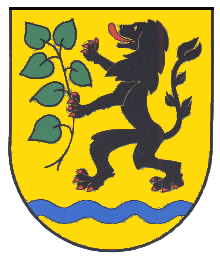
Wappen des Landkreises Torgau-Oschatz